# Europamästerskapet i futsal 2022
Europamästerskapet i futsal 2022 var den 12:e upplagan av Europamästerskapet i futsal och spelades i Nederländerna mellan 19 januari och 6 februari 2022.

## Kvalificerade nationer
- Azerbajdzjan
- Bosnien och Hercegovina
- Finland
- Georgien
- Italien
- Kazakstan
- Kroatien
- Nederländerna (värdnation)
- Polen
- Portugal
- Ryssland
- Serbien
- Slovakien
- Slovenien
- Spanien
- Ukraina

## Gruppspel

### Grupp A
| Nr | Lag           | S | V | O | F | GM | IM | MS | P |
| -- | ------------- | - | - | - | - | -- | -- | -- | - |
| 1  | Portugal      | 3 | 3 | 0 | 0 | 9  | 3  | +6 | 9 |
| 2  | Ukraina       | 3 | 1 | 0 | 2 | 8  | 5  | +3 | 3 |
| 3  | Nederländerna | 3 | 1 | 0 | 2 | 6  | 9  | −3 | 3 |
| 4  | Serbien       | 3 | 1 | 0 | 2 | 6  | 12 | −6 | 3 |

|             | 19 januari 2022 | Serbien                  | 2 – 4           | Portugal                                                                | Ziggo Dome                                                        |                                                                   |
| 17:30 UTC+1 | 17:30 UTC+1     | Marko Pršić 1:03′, 6:01′ | (2 – 2) Rapport | 10:33′ Pauleta 18:11′ Pany Varela 24:47′ Afonso Jesus 25:17′ Tomás Paçó | Amsterdam Domare: Nikola Jelić (Kroatien) Chiara Perona (Italien) | Amsterdam Domare: Nikola Jelić (Kroatien) Chiara Perona (Italien) |
| 17:30 UTC+1 | 17:30 UTC+1     |                          |                 |                                                                         | Amsterdam Domare: Nikola Jelić (Kroatien) Chiara Perona (Italien) | Amsterdam Domare: Nikola Jelić (Kroatien) Chiara Perona (Italien) |
| 17:30 UTC+1 | 17:30 UTC+1     |                          |                 |                                                                         | Amsterdam Domare: Nikola Jelić (Kroatien) Chiara Perona (Italien) | Amsterdam Domare: Nikola Jelić (Kroatien) Chiara Perona (Italien) |

|             | 19 januari 2022 | Nederländerna                                                       | 3 – 2           | Ukraina                                      | Ziggo Dome                                                                     |                                                                                |
| 20:30 UTC+1 | 20:30 UTC+1     | Oualid Saadouni 21:34′ Mohamed Attaibi 23:16′ Saïd Bouzambou 29:15′ | (0 – 1) Rapport | 0:52′ Mykhailo Zvarych 37:00′ Petro Shoturma | Amsterdam Domare: Ondřej Černý (Tjeckien) Juan José Cordero Gallardo (Spanien) | Amsterdam Domare: Ondřej Černý (Tjeckien) Juan José Cordero Gallardo (Spanien) |
| 20:30 UTC+1 | 20:30 UTC+1     |                                                                     |                 |                                              | Amsterdam Domare: Ondřej Černý (Tjeckien) Juan José Cordero Gallardo (Spanien) | Amsterdam Domare: Ondřej Černý (Tjeckien) Juan José Cordero Gallardo (Spanien) |
| 20:30 UTC+1 | 20:30 UTC+1     |                                                                     |                 |                                              | Amsterdam Domare: Ondřej Černý (Tjeckien) Juan José Cordero Gallardo (Spanien) | Amsterdam Domare: Ondřej Černý (Tjeckien) Juan José Cordero Gallardo (Spanien) |

|             | 23 januari 2022 | Serbien             | 1 – 6           | Ukraina | Ziggo Dome                                                             |                                                                        |
| 14:30 UTC+1 | 14:30 UTC+1     | Dragan Tomić 38:59′ | (0 – 4) Rapport | 1:10′, 33:54′ Mykhailo Zvarych 5:51′ (sjm.) Kristijan Vasić 14:27′ Danyil Abakshyn 19:12′ Ihor Cherniavskyi 38:40′ Ihor Korsun | Amsterdam Domare: David Grøndal Nissen (Danmark) Gábor Kovács (Ungern) | Amsterdam Domare: David Grøndal Nissen (Danmark) Gábor Kovács (Ungern) |
| 14:30 UTC+1 | 14:30 UTC+1     |                     |                 | | Amsterdam Domare: David Grøndal Nissen (Danmark) Gábor Kovács (Ungern) | Amsterdam Domare: David Grøndal Nissen (Danmark) Gábor Kovács (Ungern) |
| 14:30 UTC+1 | 14:30 UTC+1     |                     |                 | | Amsterdam Domare: David Grøndal Nissen (Danmark) Gábor Kovács (Ungern) | Amsterdam Domare: David Grøndal Nissen (Danmark) Gábor Kovács (Ungern) |

|             | 23 januari 2022 | Portugal                                                                    | 4 – 1           | Nederländerna           | Ziggo Dome                                                      |                                                                 |
| 17:30 UTC+1 | 17:30 UTC+1     | Oualid Saadouni 5:31′ (sjm.) Pany Varela 19:41′, 22:56′ Afonso Jesus 39:34′ | (2 – 0) Rapport | 32:34′ Lahcen Bouyouzan | Amsterdam Domare: Vedran Babić (Kroatien) Kamil Çetin (Turkiet) | Amsterdam Domare: Vedran Babić (Kroatien) Kamil Çetin (Turkiet) |
| 17:30 UTC+1 | 17:30 UTC+1     |                                                                             |                 |                         | Amsterdam Domare: Vedran Babić (Kroatien) Kamil Çetin (Turkiet) | Amsterdam Domare: Vedran Babić (Kroatien) Kamil Çetin (Turkiet) |
| 17:30 UTC+1 | 17:30 UTC+1     |                                                                             |                 |                         | Amsterdam Domare: Vedran Babić (Kroatien) Kamil Çetin (Turkiet) | Amsterdam Domare: Vedran Babić (Kroatien) Kamil Çetin (Turkiet) |

|             | 28 januari 2022 | Ukraina | 0 – 1           | Portugal        | Martiniplaza                                                                               |                                                                                            |
| 20:30 UTC+1 | 20:30 UTC+1     |         | (0 – 0) Rapport | 36:13′ Zicky Té | Groningen Domare: Alejandro Martinez Flores (Spanien) Juan José Cordero Gallardo (Spanien) | Groningen Domare: Alejandro Martinez Flores (Spanien) Juan José Cordero Gallardo (Spanien) |
| 20:30 UTC+1 | 20:30 UTC+1     |         |                 |                 | Groningen Domare: Alejandro Martinez Flores (Spanien) Juan José Cordero Gallardo (Spanien) | Groningen Domare: Alejandro Martinez Flores (Spanien) Juan José Cordero Gallardo (Spanien) |
| 20:30 UTC+1 | 20:30 UTC+1     |         |                 |                 | Groningen Domare: Alejandro Martinez Flores (Spanien) Juan José Cordero Gallardo (Spanien) | Groningen Domare: Alejandro Martinez Flores (Spanien) Juan José Cordero Gallardo (Spanien) |

|             | 28 januari 2022 | Nederländerna                                     | 2 – 3           | Serbien                                                               | Ziggo Dome                                                          |                                                                     |
| 20:30 UTC+1 | 20:30 UTC+1     | Jordany Martinus 2:08′ Stefan Rakić 22:31′ (sjm.) | (1 – 0) Rapport | 26:23′ Slobodan Rajčević 31:35′ Denis Ramić 32:05′ Andreja Stojčevski | Amsterdam Domare: Chiara Perona (Italien) Nicola Manzione (Italien) | Amsterdam Domare: Chiara Perona (Italien) Nicola Manzione (Italien) |
| 20:30 UTC+1 | 20:30 UTC+1     |                                                   |                 |                                                                       | Amsterdam Domare: Chiara Perona (Italien) Nicola Manzione (Italien) | Amsterdam Domare: Chiara Perona (Italien) Nicola Manzione (Italien) |
| 20:30 UTC+1 | 20:30 UTC+1     |                                                   |                 |                                                                       | Amsterdam Domare: Chiara Perona (Italien) Nicola Manzione (Italien) | Amsterdam Domare: Chiara Perona (Italien) Nicola Manzione (Italien) |

### Grupp B
| Nr | Lag       | S | V | O | F | GM | IM | MS | P |
| -- | --------- | - | - | - | - | -- | -- | -- | - |
| 1  | Kazakstan | 3 | 2 | 1 | 0 | 14 | 7  | +7 | 7 |
| 2  | Finland   | 3 | 1 | 1 | 1 | 7  | 10 | −3 | 4 |
| 3  | Slovenien | 3 | 0 | 2 | 1 | 7  | 8  | −1 | 2 |
| 4  | Italien   | 3 | 0 | 2 | 1 | 6  | 9  | −3 | 2 |

|             | 20 januari 2022 | Kazakstan                                                                  | 4 – 4           | Slovenien                                                                     | Martiniplaza                                                                 |                                                                              |
| 17:30 UTC+1 | 17:30 UTC+1     | Douglas Júnior 15:42′, 38:02′ Birzhan Orazov 24:32′ Zhomart Tokayev 35:10′ | (1 – 1) Rapport | 10:33′ Denis Totošković 22:50′ Matej Fideršek 30:42′ Žiga Čeh 32:25′ Teo Turk | Groningen Domare: Cédric Pelissier (Frankrike) Victor Berg-Audic (Frankrike) | Groningen Domare: Cédric Pelissier (Frankrike) Victor Berg-Audic (Frankrike) |
| 17:30 UTC+1 | 17:30 UTC+1     |                                                                            |                 |                                                                               | Groningen Domare: Cédric Pelissier (Frankrike) Victor Berg-Audic (Frankrike) | Groningen Domare: Cédric Pelissier (Frankrike) Victor Berg-Audic (Frankrike) |
| 17:30 UTC+1 | 17:30 UTC+1     |                                                                            |                 |                                                                               | Groningen Domare: Cédric Pelissier (Frankrike) Victor Berg-Audic (Frankrike) | Groningen Domare: Cédric Pelissier (Frankrike) Victor Berg-Audic (Frankrike) |

|             | 20 januari 2022 | Italien                                               | 3 – 3           | Finland                                             | Martiniplaza                                                           |                                                                        |
| 20:30 UTC+1 | 20:30 UTC+1     | Douglas Nicolodi 2:28′ Cainan De Matos 29:02′, 38:44′ | (1 – 0) Rapport | 0:53′, 29:12′ Henri Alamikkotervo 32:23′ Panu Autio | Groningen Domare: Vladimir Kadykov (Ryssland) Petar Radojčić (Serbien) | Groningen Domare: Vladimir Kadykov (Ryssland) Petar Radojčić (Serbien) |
| 20:30 UTC+1 | 20:30 UTC+1     |                                                       |                 |                                                     | Groningen Domare: Vladimir Kadykov (Ryssland) Petar Radojčić (Serbien) | Groningen Domare: Vladimir Kadykov (Ryssland) Petar Radojčić (Serbien) |
| 20:30 UTC+1 | 20:30 UTC+1     |                                                       |                 |                                                     | Groningen Domare: Vladimir Kadykov (Ryssland) Petar Radojčić (Serbien) | Groningen Domare: Vladimir Kadykov (Ryssland) Petar Radojčić (Serbien) |

|             | 24 januari 2022 | Italien                                   | 2 – 2           | Slovenien                                   | Martiniplaza                                                                               |                                                                                            |
| 17:30 UTC+1 | 17:30 UTC+1     | Douglas Nicolodi 0:40′ Alex Merlim 31:51′ | (1 – 1) Rapport | 9:38′ (sjm.) Alex Merlim 28:45′ Nejc Hozjan | Groningen Domare: Juan José Cordero Gallardo (Spanien) Alejandro Martinez Flores (Spanien) | Groningen Domare: Juan José Cordero Gallardo (Spanien) Alejandro Martinez Flores (Spanien) |
| 17:30 UTC+1 | 17:30 UTC+1     |                                           |                 |                                             | Groningen Domare: Juan José Cordero Gallardo (Spanien) Alejandro Martinez Flores (Spanien) | Groningen Domare: Juan José Cordero Gallardo (Spanien) Alejandro Martinez Flores (Spanien) |
| 17:30 UTC+1 | 17:30 UTC+1     |                                           |                 |                                             | Groningen Domare: Juan José Cordero Gallardo (Spanien) Alejandro Martinez Flores (Spanien) | Groningen Domare: Juan José Cordero Gallardo (Spanien) Alejandro Martinez Flores (Spanien) |

|             | 24 januari 2022 | Finland                                 | 2 – 6           | Kazakstan                                                                                          | Martiniplaza                                                        |                                                                     |
| 20:30 UTC+1 | 20:30 UTC+1     | Miikka Hosio 12:39′ Jani Korpela 23:18′ | (1 – 1) Rapport | 17:02′, 31:03′ Birzhan Orazov 24:06′ Leo Higuita 28:55′, 33:09′ Arnold Knaub 39:41′ Azat Valiullin | Groningen Domare: Gábor Kovács (Ungern) Vladimir Kadykov (Ryssland) | Groningen Domare: Gábor Kovács (Ungern) Vladimir Kadykov (Ryssland) |
| 20:30 UTC+1 | 20:30 UTC+1     |                                         |                 | | Groningen Domare: Gábor Kovács (Ungern) Vladimir Kadykov (Ryssland) | Groningen Domare: Gábor Kovács (Ungern) Vladimir Kadykov (Ryssland) |
| 20:30 UTC+1 | 20:30 UTC+1     |                                         |                 | | Groningen Domare: Gábor Kovács (Ungern) Vladimir Kadykov (Ryssland) | Groningen Domare: Gábor Kovács (Ungern) Vladimir Kadykov (Ryssland) |

|             | 28 januari 2022 | Slovenien          | 1 – 2           | Finland                                               | Ziggo Dome                                                              |                                                                         |
| 17:30 UTC+1 | 17:30 UTC+1     | Nejc Hozjan 37:54′ | (0 – 0) Rapport | 32:11′ Juhana Jyrkiäinen 34:44′ Juha-Matti Savolainen | Amsterdam Domare: Cédric Pelissier (Frankrike) Victor Chaix (Frankrike) | Amsterdam Domare: Cédric Pelissier (Frankrike) Victor Chaix (Frankrike) |
| 17:30 UTC+1 | 17:30 UTC+1     |                    |                 |                                                       | Amsterdam Domare: Cédric Pelissier (Frankrike) Victor Chaix (Frankrike) | Amsterdam Domare: Cédric Pelissier (Frankrike) Victor Chaix (Frankrike) |
| 17:30 UTC+1 | 17:30 UTC+1     |                    |                 |                                                       | Amsterdam Domare: Cédric Pelissier (Frankrike) Victor Chaix (Frankrike) | Amsterdam Domare: Cédric Pelissier (Frankrike) Victor Chaix (Frankrike) |

|             | 28 januari 2022 | Kazakstan                                                               | 4 – 1           | Italien                 | Martiniplaza                                                                           |                                                                                        |
| 17:30 UTC+1 | 17:30 UTC+1     | Birzhan Orazov 5:32′, 30:00′ Azat Valiullin 8:16′ Douglas Júnior 37:06′ | (2 – 1) Rapport | 12:31′ Douglas Nicolodi | Groningen Domare: Cristiano José Cardoso Santos (Grönland) Vladimir Kadykov (Ryssland) | Groningen Domare: Cristiano José Cardoso Santos (Grönland) Vladimir Kadykov (Ryssland) |
| 17:30 UTC+1 | 17:30 UTC+1     |                                                                         |                 |                         | Groningen Domare: Cristiano José Cardoso Santos (Grönland) Vladimir Kadykov (Ryssland) | Groningen Domare: Cristiano José Cardoso Santos (Grönland) Vladimir Kadykov (Ryssland) |
| 17:30 UTC+1 | 17:30 UTC+1     |                                                                         |                 |                         | Groningen Domare: Cristiano José Cardoso Santos (Grönland) Vladimir Kadykov (Ryssland) | Groningen Domare: Cristiano José Cardoso Santos (Grönland) Vladimir Kadykov (Ryssland) |

### Grupp C
| Nr | Lag       | S | V | O | F | GM | IM | MS  | P |
| -- | --------- | - | - | - | - | -- | -- | --- | - |
| 1  | Ryssland  | 3 | 3 | 0 | 0 | 16 | 2  | +14 | 9 |
| 2  | Slovakien | 3 | 1 | 1 | 1 | 8  | 12 | −4  | 4 |
| 3  | Kroatien  | 3 | 1 | 0 | 2 | 6  | 10 | −4  | 3 |
| 4  | Polen     | 3 | 0 | 1 | 2 | 4  | 10 | −6  | 1 |

|             | 21 januari 2022 | Ryssland                                                                                                | 7 – 1           | Slovakien         | Ziggo Dome                                                             |                                                                        |
| 17:30 UTC+1 | 17:30 UTC+1     | Artem Antoshkin 9:58′, 22:54′, 29:35′ Anton Sokolov 10:21′, 34:30′ Robinho 28:16′ Ivan Milovanov 36:33′ | (2 – 0) Rapport | 2:17′ Peter Kozár | Amsterdam Domare: Grigori Ošomkov (Estland) Viktor Bugenko (Moldavien) | Amsterdam Domare: Grigori Ošomkov (Estland) Viktor Bugenko (Moldavien) |
| 17:30 UTC+1 | 17:30 UTC+1     | |                 |                   | Amsterdam Domare: Grigori Ošomkov (Estland) Viktor Bugenko (Moldavien) | Amsterdam Domare: Grigori Ošomkov (Estland) Viktor Bugenko (Moldavien) |
| 17:30 UTC+1 | 17:30 UTC+1     | |                 |                   | Amsterdam Domare: Grigori Ošomkov (Estland) Viktor Bugenko (Moldavien) | Amsterdam Domare: Grigori Ošomkov (Estland) Viktor Bugenko (Moldavien) |

|             | 21 januari 2022 | Polen              | 1 – 3           | Kroatien                                                         | Ziggo Dome                                                                       |                                                                                  |
| 20:30 UTC+1 | 20:30 UTC+1     | Patryk Hoły 13:25′ | (1 – 3) Rapport | 7:19′ Matej Horvat 13:40′ Antonio Sekulić 17:17′ Franco Jelovčić | Amsterdam Domare: Eduardo Fernandes Coelho (Portugal) Miguel Castilho (Portugal) | Amsterdam Domare: Eduardo Fernandes Coelho (Portugal) Miguel Castilho (Portugal) |
| 20:30 UTC+1 | 20:30 UTC+1     |                    |                 |                                                                  | Amsterdam Domare: Eduardo Fernandes Coelho (Portugal) Miguel Castilho (Portugal) | Amsterdam Domare: Eduardo Fernandes Coelho (Portugal) Miguel Castilho (Portugal) |
| 20:30 UTC+1 | 20:30 UTC+1     |                    |                 |                                                                  | Amsterdam Domare: Eduardo Fernandes Coelho (Portugal) Miguel Castilho (Portugal) | Amsterdam Domare: Eduardo Fernandes Coelho (Portugal) Miguel Castilho (Portugal) |

|             | 25 januari 2022 | Kroatien | 0 – 4           | Ryssland                                                                             | Ziggo Dome                                                              |                                                                         |
| 17:30 UTC+1 | 17:30 UTC+1     |          | (0 – 3) Rapport | 2:33′, 25:55′ Artem Antoshkin 11:11′ Paulo Roberto Castanhassi 19:15′ Ivan Chishkala | Amsterdam Domare: Victor Chaix (Frankrike) Cédric Pelissier (Frankrike) | Amsterdam Domare: Victor Chaix (Frankrike) Cédric Pelissier (Frankrike) |
| 17:30 UTC+1 | 17:30 UTC+1     |          |                 |                                                                                      | Amsterdam Domare: Victor Chaix (Frankrike) Cédric Pelissier (Frankrike) | Amsterdam Domare: Victor Chaix (Frankrike) Cédric Pelissier (Frankrike) |
| 17:30 UTC+1 | 17:30 UTC+1     |          |                 |                                                                                      | Amsterdam Domare: Victor Chaix (Frankrike) Cédric Pelissier (Frankrike) | Amsterdam Domare: Victor Chaix (Frankrike) Cédric Pelissier (Frankrike) |

|             | 25 januari 2022 | Polen                                   | 2 – 2           | Slovakien                                  | Ziggo Dome                                                             |                                                                        |
| 20:30 UTC+1 | 20:30 UTC+1     | Tomasz Kriezel 6:24′ Patryk Hoły 32:35′ | (1 – 0) Rapport | 24:38′ Matúš Ševčík 27:43′ Tomáš Drahovský | Amsterdam Domare: Viktor Bugenko (Moldavien) Grigori Ošomkov (Estland) | Amsterdam Domare: Viktor Bugenko (Moldavien) Grigori Ošomkov (Estland) |
| 20:30 UTC+1 | 20:30 UTC+1     |                                         |                 |                                            | Amsterdam Domare: Viktor Bugenko (Moldavien) Grigori Ošomkov (Estland) | Amsterdam Domare: Viktor Bugenko (Moldavien) Grigori Ošomkov (Estland) |
| 20:30 UTC+1 | 20:30 UTC+1     |                                         |                 |                                            | Amsterdam Domare: Viktor Bugenko (Moldavien) Grigori Ošomkov (Estland) | Amsterdam Domare: Viktor Bugenko (Moldavien) Grigori Ošomkov (Estland) |

|             | 29 januari 2022 | Slovakien                                                                              | 5 – 3           | Kroatien                                                              | Martiniplaza                                                           |                                                                        |
| 14:30 UTC+1 | 14:30 UTC+1     | Martin Směřička 7:20′, 34:12′ Peter Kozár 19:44′ Tomáš Drahovský 20:06′, 27:04′ (str.) | (2 – 1) Rapport | 14:13′ Kristijan Postružin 35:05′ Matej Horvat 37:54′ Franco Jelovčić | Groningen Domare: Grigori Ošomkov (Estland) Viktor Bugenko (Moldavien) | Groningen Domare: Grigori Ošomkov (Estland) Viktor Bugenko (Moldavien) |
| 14:30 UTC+1 | 14:30 UTC+1     |                                                                                        |                 |                                                                       | Groningen Domare: Grigori Ošomkov (Estland) Viktor Bugenko (Moldavien) | Groningen Domare: Grigori Ošomkov (Estland) Viktor Bugenko (Moldavien) |
| 14:30 UTC+1 | 14:30 UTC+1     |                                                                                        |                 |                                                                       | Groningen Domare: Grigori Ošomkov (Estland) Viktor Bugenko (Moldavien) | Groningen Domare: Grigori Ošomkov (Estland) Viktor Bugenko (Moldavien) |

|             | 29 januari 2022 | Ryssland                                                                                      | 5 – 1           | Polen                            | Ziggo Dome                                                                 |                                                                            |
| 14:30 UTC+1 | 14:30 UTC+1     | Anton Sokolov 5:42′ Daniil Davydov 15:31′ Ivan Chishkala 21:11′, 28:20′ Ivan Milovanov 36:44′ | (2 – 1) Rapport | 19:24′ (str.) Sebastian Leszczak | Amsterdam Domare: David Urdánoz Apezteguía (Spanien) Kamil Çetin (Turkiet) | Amsterdam Domare: David Urdánoz Apezteguía (Spanien) Kamil Çetin (Turkiet) |
| 14:30 UTC+1 | 14:30 UTC+1     |                                                                                               |                 |                                  | Amsterdam Domare: David Urdánoz Apezteguía (Spanien) Kamil Çetin (Turkiet) | Amsterdam Domare: David Urdánoz Apezteguía (Spanien) Kamil Çetin (Turkiet) |
| 14:30 UTC+1 | 14:30 UTC+1     |                                                                                               |                 |                                  | Amsterdam Domare: David Urdánoz Apezteguía (Spanien) Kamil Çetin (Turkiet) | Amsterdam Domare: David Urdánoz Apezteguía (Spanien) Kamil Çetin (Turkiet) |

### Grupp D
| Nr | Lag                     | S | V | O | F | GM | IM | MS  | P |
| -- | ----------------------- | - | - | - | - | -- | -- | --- | - |
| 1  | Spanien                 | 3 | 2 | 1 | 0 | 15 | 3  | +12 | 7 |
| 2  | Georgien                | 3 | 2 | 0 | 1 | 5  | 11 | −6  | 6 |
| 3  | Azerbajdzjan            | 3 | 1 | 1 | 1 | 8  | 7  | +1  | 4 |
| 4  | Bosnien och Hercegovina | 3 | 0 | 0 | 3 | 4  | 11 | −7  | 0 |

|             | 22 januari 2022 | Georgien                                                                       | 3 – 2           | Azerbajdzjan               | Martiniplaza                                                             |                                                                          |
| 14:30 UTC+1 | 14:30 UTC+1     | Elisandro Gomes 9:31′ Archil Sebiskveradze 26:54′ Thales Feitosa 31:30′ (str.) | (1 – 2) Rapport | 5:14′, 6:26′ Rafael Vilela | Groningen Domare: Cédric Pelissier (Frankrike) Daniel Matkovic (Schweiz) | Groningen Domare: Cédric Pelissier (Frankrike) Daniel Matkovic (Schweiz) |
| 14:30 UTC+1 | 14:30 UTC+1     |                                                                                |                 |                            | Groningen Domare: Cédric Pelissier (Frankrike) Daniel Matkovic (Schweiz) | Groningen Domare: Cédric Pelissier (Frankrike) Daniel Matkovic (Schweiz) |
| 14:30 UTC+1 | 14:30 UTC+1     |                                                                                |                 |                            | Groningen Domare: Cédric Pelissier (Frankrike) Daniel Matkovic (Schweiz) | Groningen Domare: Cédric Pelissier (Frankrike) Daniel Matkovic (Schweiz) |

|             | 22 januari 2022 | Spanien | 5 – 1           | Bosnien och Hercegovina | Martiniplaza                                                        |                                                                     |
| 17:30 UTC+1 | 17:30 UTC+1     | Raúl Gómez del Olmo 2:39′ Raúl Campos 8:14′ Sergio Lozano Martínez 17:10′ Carlos Ortiz Jiménez 20:56′, 36:14′ | (3 – 1) Rapport | 11:30′ Josip Bošković   | Groningen Domare: Nicola Manzione (Italien) Chiara Perona (Italien) | Groningen Domare: Nicola Manzione (Italien) Chiara Perona (Italien) |
| 17:30 UTC+1 | 17:30 UTC+1     | |                 |                         | Groningen Domare: Nicola Manzione (Italien) Chiara Perona (Italien) | Groningen Domare: Nicola Manzione (Italien) Chiara Perona (Italien) |
| 17:30 UTC+1 | 17:30 UTC+1     | |                 |                         | Groningen Domare: Nicola Manzione (Italien) Chiara Perona (Italien) | Groningen Domare: Nicola Manzione (Italien) Chiara Perona (Italien) |

|             | 26 januari 2022 | Bosnien och Hercegovina | 1 – 2           | Georgien                                        | Martiniplaza                                                    |                                                                 |
| 17:30 UTC+1 | 17:30 UTC+1     | Nermin Kahvedžić 6:19′  | (1 – 0) Rapport | 24:59′ Thales Feitosa 27:47′ Bruno Petry Branco | Groningen Domare: Kamil Çetin (Turkiet) Vedran Babić (Kroatien) | Groningen Domare: Kamil Çetin (Turkiet) Vedran Babić (Kroatien) |
| 17:30 UTC+1 | 17:30 UTC+1     |                         |                 |                                                 | Groningen Domare: Kamil Çetin (Turkiet) Vedran Babić (Kroatien) | Groningen Domare: Kamil Çetin (Turkiet) Vedran Babić (Kroatien) |
| 17:30 UTC+1 | 17:30 UTC+1     |                         |                 |                                                 | Groningen Domare: Kamil Çetin (Turkiet) Vedran Babić (Kroatien) | Groningen Domare: Kamil Çetin (Turkiet) Vedran Babić (Kroatien) |

|             | 26 januari 2022 | Spanien                                                  | 2 – 2           | Azerbajdzjan                                      | Martiniplaza                                                       |                                                                    |
| 20:30 UTC+1 | 20:30 UTC+1     | Raúl Gómez del Olmo 11:28′ Sergio Lozano Martínez 30:31′ | (1 – 2) Rapport | 9:16′ (sjm.) Sergio Lozano Martínez 16:38′ Atayev | Groningen Domare: Miguel Castilho (Portugal) Gábor Kovács (Ungern) | Groningen Domare: Miguel Castilho (Portugal) Gábor Kovács (Ungern) |
| 20:30 UTC+1 | 20:30 UTC+1     |                                                          |                 |                                                   | Groningen Domare: Miguel Castilho (Portugal) Gábor Kovács (Ungern) | Groningen Domare: Miguel Castilho (Portugal) Gábor Kovács (Ungern) |
| 20:30 UTC+1 | 20:30 UTC+1     |                                                          |                 |                                                   | Groningen Domare: Miguel Castilho (Portugal) Gábor Kovács (Ungern) | Groningen Domare: Miguel Castilho (Portugal) Gábor Kovács (Ungern) |

|             | 29 januari 2022 | Georgien | 0 – 8           | Spanien | Martiniplaza                                                      |                                                                   |
| 17:30 UTC+1 | 17:30 UTC+1     |          | (0 – 3) Rapport | 8:28′ Borja Díaz 16:33′ (str.) Sergio Lozano Martíne 19:49′ Chino 21:00′ Francisco Solano 22:26′ (sjm.) Irakli Todua 26:52′ Cecílio Morales 31:17′, 38:49′ Adolfo Díaz | Groningen Domare: Andřej Černý (Tjeckien) Vedran Babic (Kroatien) | Groningen Domare: Andřej Černý (Tjeckien) Vedran Babic (Kroatien) |
| 17:30 UTC+1 | 17:30 UTC+1     |          |                 | | Groningen Domare: Andřej Černý (Tjeckien) Vedran Babic (Kroatien) | Groningen Domare: Andřej Černý (Tjeckien) Vedran Babic (Kroatien) |
| 17:30 UTC+1 | 17:30 UTC+1     |          |                 | | Groningen Domare: Andřej Černý (Tjeckien) Vedran Babic (Kroatien) | Groningen Domare: Andřej Černý (Tjeckien) Vedran Babic (Kroatien) |

|             | 29 januari 2022 | Azerbajdzjan                                                                       | 4 – 2           | Bosnien och Hercegovina                               | Ziggo Dome                                                                 |                                                                            |
| 17:30 UTC+1 | 17:30 UTC+1     | Thiago Bolinha 6:22′ Eduardo Mello Borges 10:02′ Rafael Vilela 32:35′ Gallo 39:52′ | (2 – 1) Rapport | 11:50′ (str.) Anel Radmilović 31:20′ Nermin Kahvedžić | Amsterdam Domare: Daniel Matkovic (Schweiz) David Grøndal Nissen (Danmark) | Amsterdam Domare: Daniel Matkovic (Schweiz) David Grøndal Nissen (Danmark) |
| 17:30 UTC+1 | 17:30 UTC+1     |                                                                                    |                 |                                                       | Amsterdam Domare: Daniel Matkovic (Schweiz) David Grøndal Nissen (Danmark) | Amsterdam Domare: Daniel Matkovic (Schweiz) David Grøndal Nissen (Danmark) |
| 17:30 UTC+1 | 17:30 UTC+1     |                                                                                    |                 |                                                       | Amsterdam Domare: Daniel Matkovic (Schweiz) David Grøndal Nissen (Danmark) | Amsterdam Domare: Daniel Matkovic (Schweiz) David Grøndal Nissen (Danmark) |

## Slutspel

### Slutspelsträd
|  | Kvartsfinaler | Kvartsfinaler |          |   | Semifinaler | Semifinaler |  |  | Final | Final |
|  |               |               |          |   |             |             |  |  |       |       |
|  |               |               |          |   |             |             |  |  |       |       |
|  |               |               |          |   |             |             |  |  |       |       |
|  | Portugal      | 3             |          |   |             |             |  |  |       |       |
|  | Portugal      | 3             |          |   |             |             |  |  |       |       |
|  | Finland       | 2             |          |   |             |             |  |  |       |       |
|  | Finland       | 2             | Portugal | 3 |             |             |  |  |       |       |
|  |               |               | Portugal | 3 |             |             |  |  |       |       |
|  |               | Spanien       | 2        |   |             |             |  |  |       |       |
|  | Spanien       | Spanien       | 2        | 5 |             |             |  |  |       |       |
|  | Spanien       |               |          | 5 |             |             |  |  |       |       |
|  | Slovakien     | 1             |          |   |             |             |  |  |       |       |
|  | Slovakien     | 1             | Portugal | 4 |             |             |  |  |       |       |
|  |               |               | Portugal | 4 |             |             |  |  |       |       |
|  |               | Ryssland      | 2        |   |             |             |  |  |       |       |
|  | Kazakstan     | Ryssland      | 2        | 3 |             |             |  |  |       |       |
|  | Kazakstan     |               |          | 3 |             |             |  |  |       |       |
|  | Ukraina       | 5             |          |   |             |             |  |  |       |       |
|  | Ukraina       | 5             | Ukraina  | 2 |             |             |  |  |       |       |
|  |               |               | Ukraina  | 2 |             |             |  |  |       |       |
|  |               | Ryssland      | 3        |   | Bronsmatch  | Bronsmatch  |  |  |       |       |
|  | Ryssland      | Ryssland      | 3        | 3 | Bronsmatch  | Bronsmatch  |  |  |       |       |
|  | Ryssland      |               |          | 3 |             |             |  |  |       |       |
|  | Georgien      | 1             |          |   |             |             |  |  |       |       |
|  | Georgien      | 1             | Spanien  | 4 |             |             |  |  |       |       |
|  |               |               |          |   |             |             |  |  |       |       |
|  | Ukraina       | 1             |          |   |             |             |  |  |       |       |
|  | Ukraina       | 1             |          |   |             |             |  |  |       |       |

### Kvartsfinaler
|             | 31 januari 2022 | Portugal                                        | 3 – 2           | Finland                              | Ziggo Dome                                                           |                                                                      |
| 17:30 UTC+1 | 17:30 UTC+1     | Afonso Jesus 3:38′, 14:47′ Miguel Ângelo 29:14′ | (2 – 1) Rapport | 9:30′ Miikka Hosio 26:54′ Panu Autio | Amsterdam Domare: Gábor Kovács (Ungern) Cédric Pelissier (Frankrike) | Amsterdam Domare: Gábor Kovács (Ungern) Cédric Pelissier (Frankrike) |
| 17:30 UTC+1 | 17:30 UTC+1     |                                                 |                 |                                      | Amsterdam Domare: Gábor Kovács (Ungern) Cédric Pelissier (Frankrike) | Amsterdam Domare: Gábor Kovács (Ungern) Cédric Pelissier (Frankrike) |
| 17:30 UTC+1 | 17:30 UTC+1     |                                                 |                 |                                      | Amsterdam Domare: Gábor Kovács (Ungern) Cédric Pelissier (Frankrike) | Amsterdam Domare: Gábor Kovács (Ungern) Cédric Pelissier (Frankrike) |

|             | 31 januari 2022 | Kazakstan                                           | 3 – 5           | Ukraina | Ziggo Dome                                                                                 |                                                                                            |
| 20:00 UTC+1 | 20:00 UTC+1     | Douglas Júnior 33:52′ Birzhan Orazov 37:56′, 39:16′ | (0 – 1) Rapport | 14:07′ Petro Shoturma 24:51′ Ihor Korsun 29:40′ Mykhailo Zvarych 38:19′ Volodymyr Razuvanov 38:44′ Yaroslav Lebid | Amsterdam Domare: Juan José Cordero Gallardo (Spanien) Alejandro Martinez Flores (Spanien) | Amsterdam Domare: Juan José Cordero Gallardo (Spanien) Alejandro Martinez Flores (Spanien) |
| 20:00 UTC+1 | 20:00 UTC+1     |                                                     |                 | | Amsterdam Domare: Juan José Cordero Gallardo (Spanien) Alejandro Martinez Flores (Spanien) | Amsterdam Domare: Juan José Cordero Gallardo (Spanien) Alejandro Martinez Flores (Spanien) |
| 20:00 UTC+1 | 20:00 UTC+1     |                                                     |                 | | Amsterdam Domare: Juan José Cordero Gallardo (Spanien) Alejandro Martinez Flores (Spanien) | Amsterdam Domare: Juan José Cordero Gallardo (Spanien) Alejandro Martinez Flores (Spanien) |

|             | 1 februari 2022 | Ryssland                                           | 3 – 1           | Georgien                  | Ziggo Dome                                                      |                                                                 |
| 17:00 UTC+1 | 17:00 UTC+1     | Artem Niyazov 22:08′ Ivan Chishkala 27:32′, 39:54′ | (0 – 0) Rapport | 23:40′ Bruno Petry Branco | Amsterdam Domare: Ondřej Černý (Tjeckien) Jan Kresta (Tjeckien) | Amsterdam Domare: Ondřej Černý (Tjeckien) Jan Kresta (Tjeckien) |
| 17:00 UTC+1 | 17:00 UTC+1     |                                                    |                 |                           | Amsterdam Domare: Ondřej Černý (Tjeckien) Jan Kresta (Tjeckien) | Amsterdam Domare: Ondřej Černý (Tjeckien) Jan Kresta (Tjeckien) |
| 17:00 UTC+1 | 17:00 UTC+1     |                                                    |                 |                           | Amsterdam Domare: Ondřej Černý (Tjeckien) Jan Kresta (Tjeckien) | Amsterdam Domare: Ondřej Černý (Tjeckien) Jan Kresta (Tjeckien) |

|             | 1 februari 2022 | Spanien                                                                                    | 5 – 1           | Slovakien           | Ziggo Dome                                                          |                                                                     |
| 20:00 UTC+1 | 20:00 UTC+1     | Miguel Ángel Mellado 1:36′, 23:41′ Sergio Lozano Martínez 9:22′ Raúl Campos 15:32′, 34:22′ | (3 – 0) Rapport | 33:48′ Peter Serbin | Amsterdam Domare: Nicola Manzione (Italien) Chiara Perona (Italien) | Amsterdam Domare: Nicola Manzione (Italien) Chiara Perona (Italien) |
| 20:00 UTC+1 | 20:00 UTC+1     |                                                                                            |                 |                     | Amsterdam Domare: Nicola Manzione (Italien) Chiara Perona (Italien) | Amsterdam Domare: Nicola Manzione (Italien) Chiara Perona (Italien) |
| 20:00 UTC+1 | 20:00 UTC+1     |                                                                                            |                 |                     | Amsterdam Domare: Nicola Manzione (Italien) Chiara Perona (Italien) | Amsterdam Domare: Nicola Manzione (Italien) Chiara Perona (Italien) |

### Semifinaler
|             | 4 februari 2022 | Ukraina                                    | 2 – 3           | Ryssland                                                         | Ziggo Dome                                                               |                                                                          |
| 17:00 UTC+1 | 17:00 UTC+1     | Yevgen Siryi 15:25′ Danyil Abakshyn 34:31′ | (1 – 2) Rapport | 1:16′ Anton Sokolov 14:31′ Andrei Afanasyev 30:01′ Artem Niyazov | Amsterdam Domare: Nicola Manzione (Italien) Cédric Pelissier (Frankrike) | Amsterdam Domare: Nicola Manzione (Italien) Cédric Pelissier (Frankrike) |
| 17:00 UTC+1 | 17:00 UTC+1     |                                            |                 |                                                                  | Amsterdam Domare: Nicola Manzione (Italien) Cédric Pelissier (Frankrike) | Amsterdam Domare: Nicola Manzione (Italien) Cédric Pelissier (Frankrike) |
| 17:00 UTC+1 | 17:00 UTC+1     |                                            |                 |                                                                  | Amsterdam Domare: Nicola Manzione (Italien) Cédric Pelissier (Frankrike) | Amsterdam Domare: Nicola Manzione (Italien) Cédric Pelissier (Frankrike) |

|             | 4 februari 2022 | Portugal                                           | 3 – 2           | Spanien                                | Ziggo Dome                                                        |                                                                   |
| 20:00 UTC+1 | 20:00 UTC+1     | Bruno Coelho 28:56′ (str.) Zicky Té 31:10′, 38:41′ | (0 – 2) Rapport | 0:17′ Raúl Gómez del Olmo 12:35′ Chino | Amsterdam Domare: Nikola Jelić (Kroatien) Vedran Babić (Kroatien) | Amsterdam Domare: Nikola Jelić (Kroatien) Vedran Babić (Kroatien) |
| 20:00 UTC+1 | 20:00 UTC+1     |                                                    |                 |                                        | Amsterdam Domare: Nikola Jelić (Kroatien) Vedran Babić (Kroatien) | Amsterdam Domare: Nikola Jelić (Kroatien) Vedran Babić (Kroatien) |
| 20:00 UTC+1 | 20:00 UTC+1     |                                                    |                 |                                        | Amsterdam Domare: Nikola Jelić (Kroatien) Vedran Babić (Kroatien) | Amsterdam Domare: Nikola Jelić (Kroatien) Vedran Babić (Kroatien) |

### Bronsmatch
|             | 6 februari 2022 | Spanien                                                                             | 4 – 1           | Ukraina                   | Ziggo Dome                                                                                     |                                                                                                |
| 14:30 UTC+1 | 14:30 UTC+1     | Miguel Ángel Mellado 10:46′ Francisco Solano 17:54′ Boyis 30:40′ Adolfo Díaz 31:06′ | (2 – 0) Rapport | 16'52"′ Ihor Cherniavskyi | Amsterdam Domare: Eduardo Fernandes Coelho (Portugal) Cristiano José Cardoso Santos (Portugal) | Amsterdam Domare: Eduardo Fernandes Coelho (Portugal) Cristiano José Cardoso Santos (Portugal) |
| 14:30 UTC+1 | 14:30 UTC+1     |                                                                                     |                 |                           | Amsterdam Domare: Eduardo Fernandes Coelho (Portugal) Cristiano José Cardoso Santos (Portugal) | Amsterdam Domare: Eduardo Fernandes Coelho (Portugal) Cristiano José Cardoso Santos (Portugal) |
| 14:30 UTC+1 | 14:30 UTC+1     |                                                                                     |                 |                           | Amsterdam Domare: Eduardo Fernandes Coelho (Portugal) Cristiano José Cardoso Santos (Portugal) | Amsterdam Domare: Eduardo Fernandes Coelho (Portugal) Cristiano José Cardoso Santos (Portugal) |

### Final
|             | 6 februari 2022 | Portugal                                                         | 4 – 2           | Ryssland                                    | Ziggo Dome                                                                                   |                                                                                              |
| 17:30 UTC+1 | 17:30 UTC+1     | Tomás Paçó 18:39′ André Coelho 26:45′, 31:16′ Pany Varela 39:59′ | (1 – 2) Rapport | 9:49′ Anton Sokolov 12:45′ Andrei Afanasyev | Amsterdam Domare: Juan José Cordero Gallardo (Grönland) Alejandro Martinez Flores (Grönland) | Amsterdam Domare: Juan José Cordero Gallardo (Grönland) Alejandro Martinez Flores (Grönland) |
| 17:30 UTC+1 | 17:30 UTC+1     |                                                                  |                 |                                             | Amsterdam Domare: Juan José Cordero Gallardo (Grönland) Alejandro Martinez Flores (Grönland) | Amsterdam Domare: Juan José Cordero Gallardo (Grönland) Alejandro Martinez Flores (Grönland) |
| 17:30 UTC+1 | 17:30 UTC+1     |                                                                  |                 |                                             | Amsterdam Domare: Juan José Cordero Gallardo (Grönland) Alejandro Martinez Flores (Grönland) | Amsterdam Domare: Juan José Cordero Gallardo (Grönland) Alejandro Martinez Flores (Grönland) |